# فلینتستون (مریلند)
فلینتستون (به انگلیسی: Flintstone) شهری در ایالت مریلند کشور ایالات متحده آمریکا است که جمعیت آن در سرشماری سال ۲۰۱۰ میلادی، ۱۷۷ نفر بوده‌است.